# 扶桑社
扶桑社是日本富士產經集團旗下的出版社，1987年由產經出版等公司合併而成。
該社是在東亞引起很大反彈的新歷史教科書的出版單位。

## 發行雜誌

### 扶桑社發行・發售
- 週刊SPA!
- 別冊エッセ
- 別冊正論
- SUMAI no SEKKEI（住まいの設計）
- Numéro TOKYO
- haru_mi
- en-taxi
- K-BOY Paradise
- 皇室 Our Imperial Family
- MAMOR（マモル）

### 已經休刊的雜誌
- LUCi（1998年創刊。2007年2月號後休刊）
- Straight（2005年創刊。2007年6月號後休刊）
- JUNIE（1995年創刊。2005年7月號後休刊）
- SRS DX（1999年創刊。2003年10月9日號後休刊）
- Caz（1989年創刊。2006年9月11日號於8月21日發售後休刊）
- マリカ （2008年創刊。同年12月號於10月28日發售後休刊）
- 京都〜春夏秋冬〜
- amarena（アマレーナ）

### 扶桑社發售
- ESSE （页面存档备份，存于）（發行:富士電視臺）
- 正論（發行：產經新聞社）
- dinos （页面存档备份，存于）（發行：ディノス）
- TV-navi（發行：產經新聞社）
- relife+ （リライフプラス）（發行：エブリ堂）

## 外部連結
- 扶桑社 （页面存档备份，存于）